# Stop and Go
Stop and Go è un programma televisivo italiano condotto da Laura Forgia e Marco Mazzocchi, in onda su Rai 2 nella fascia pomeridiana a partire dal 31 ottobre 2020. Nella seconda edizione Laura Forgia è stata sostituita alla conduzione da Sofia Bruscoli. La regia è di Alessandro Patrignanelli.

## Il programma
Il programma indaga, attraverso vari mezzi di trasporto, sulla mobilità tradizionale e alternativa.
Nel 2021 viene premiato dal Moige e dalla Polizia stradale.

## Edizioni
| Edizione | Inizio          | Fine             | Puntate | Rete  |
| -------- | --------------- | ---------------- | ------- | ----- |
| 1        | 31 ottobre 2020 | 1º maggio 2021   | 23      | Rai 2 |
| 2        | 2 ottobre 2021  | 19 febbraio 2022 | 18      | Rai 2 |